# Großmittersdorf
Großmittersdorf ist eine Wüstung im Truppenübungsplatz Hohenfels in Bayern.

## Geographische Lage
Der Weiler, zuletzt eine Einöde, lag im oberpfälzischen Jura der Südlichen Frankenalb etwa 6 km nordwestlich von Hohenfels auf ca. 460 m über NHN.

## Verkehr
Historisch war der Weiler über eine Straßenverbindung von Hohenfels aus über Nainhof und Albertshof zu erreichen.

## Geschichte
Ca. 1,2 km westsüdwestlich von Großmittersdorf, an der Gemarkungsgrenze zu Großbissendorf, ist ein Burgstall feststellbar.
Der Ort ist erstmals 1277 genannt, als der Helfenberger Dienstmann Wirnt von Frickenhofen dem Kloster Pielenhofen  ein Gütlein zu „Mvothersdorf“ übergab.  Nach dem Salbuch dieser Herrschaft von 1494 gehörten zu ihr gerichtsmäßig zwei Anwesen. Um 1600 ist der Ort unter der Bezeichnung „Mietersdorf/Mitersdorf“ und zum Amt Hohenfels gehörend im Kartenwerk von Christoph Vogel verzeichnet. Gegen Ende des Alten Reiches, um 1800, bestand das Dorf im oberpfälzischen Amt Hohenfels aus acht Anwesen, nämlich fünf Halbhöfen und drei kleineren Anwesen sowie einem gemeindlichen Hirtenhaus.
Im Königreich Bayern wurde um 1810 der Steuerdistrikt Großbissendorf im Landgericht Parsberg (später Landkreis Parsberg) gebildet. Zu diesem gehörten die zwei Dörfer Großbissendorf und Großmittersdorf sowie die Einöden Albertshof, Effersdorf, Harras, Nainhof und Oedenthurn.
Mit dem zweiten bayerischen Gemeindeedikt von 1818 entstanden daraus die Ruralgemeinden Großbissendorf und Großmittersdorf. Letztere hatte nur die drei Ortsteile Großmittersdorf, Albertshof und Nainhof. 1830 wurden beide Gemeinden vereinigt. Im 20. Jahrhundert wurde die Gemeinde Großbissendorf infolge der Bildung des Heeresgutsbezirks ab 1938 und durch die Ausgliederung von Großmittersdorf in die neu gebildete Gemeinde Nainhof-Hohenfels im Jahr 1949 verkleinert. Nainhof-Hohenfels wurde durch die Bildung des Truppenübungsplatzes Hohenfels bereits im Jahr 1951 wieder aufgelöst, die Einwohner wurden noch im gleichen Jahr abgesiedelt. Im Truppenübungsplatz wurde Großmittersdorf zur Wüstung.
Die Kinder gingen im 19./20. Jahrhundert 3 km weit nach Großbissendorf in die katholische Schule, um 1950 1,5 km weit nach Nainhof in die dortige Schule.
Bei Großmittersdorf war schon im 16. Jahrhundert das Gut Plathaim der Herrschaft Hohenfels abgegangen.

## Gebäude- und Einwohnerzahl
- 1838: 14 Einwohner, 8 Häuser[11]
- 1861: „Großmüttersdorf (Großmiedersdorf)“, 45 Einwohner, 19 Gebäude, Schule[12]
- 1871: 44 Einwohner, 26 Gebäude, Großviehbestand 1873: 2 Pferde, 50 Stück Rindvieh[13]
- 1900: 38 Einwohner, 8 Wohngebäude[14]
- 1925: 42 Einwohner, 6 Wohngebäude[15]
- 1950: 11 Einwohner, 1 Wohngebäude[16]

## Kirchliche Verhältnisse
Großmittersdorf gehörte zur katholischen Pfarrei Hohenfels im Bistum Regensburg.